# Kalhära Fjärden
Kalhära Fjärden är en fjärd i Åland (Finland). Den ligger i den sydöstra delen av landskapet, 50 km öster om huvudstaden Mariehamn.
Runt Kalhära Fjärden är det glesbefolkat, med 11 invånare per kvadratkilometer.